# Juan Bautista Alberdi
Juan Bautista Alberdi (San Miguel de Tucumán, Provincias Unidas del Río de la Plata; 29 de agosto de 1810 - Neuilly-sur-Seine, Francia; 19 de junio de 1884) fue un abogado, jurista, economista, político, diplomático, escritor y músico argentino, autor intelectual de la Constitución argentina de 1853.
Es considerado como uno de los librepensadores más influyentes del siglo XIX y el máximo representante del liberalismo hispanoamericano, tanto por ser uno de los pioneros en el idioma español como por su grado de incursión e influencia póstuma en la política económica y jurídica en la historia de la Argentina.

## Biografía

### Infancia

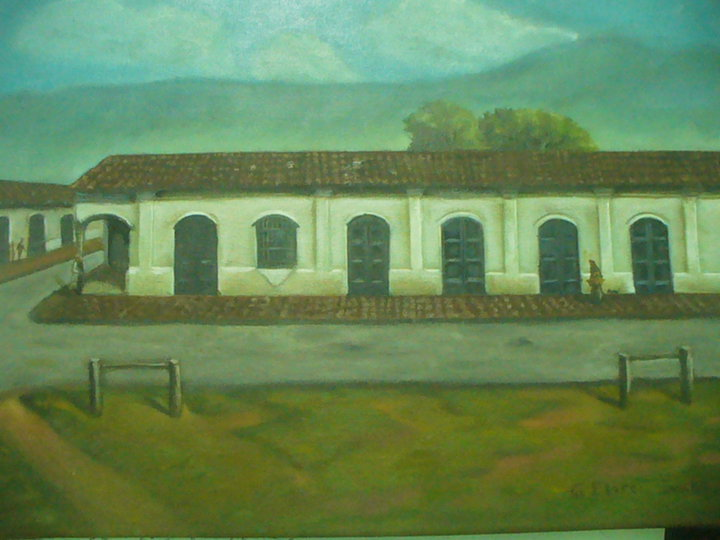
Hogar natal de Alberdi óleo de Gerardo Flores Ivaldi.

Juan Bautista Alberdi nació en San Miguel de Tucumán, el 29 de agosto de 1810. Su padre, Salvador Cayetano de Alberdi Egaña, era un comerciante vasco, nacido el 7 de julio de 1757 en Guetaria, Guipúzcoa, hijo de Manuel Ventura de Alberdi Elcano y Magdalena de Egaña Larzabal. Fue dueño de una importante pulpería y había dirigido una de las cuatro compañías que organizó José Ignacio Garmendia y Alurralde para la defensa de Buenos Aires en las invasiones inglesas. Su madre, Josefa Aráoz y Balderrama, era una criolla que falleció a causa del parto de Alberdi, y quien además era miembro de una de las más importantes familias tucumanas.
Su familia apoyó la Revolución de Mayo desde sus inicios y su padre frecuentaba al general Manuel Belgrano cuando este estaba al mando del Ejército del Norte. Salvador Cayetano Alberdi Egaña falleció en 1822, por lo que Alberdi, con tan solo 11 años, quedó al cuidado de sus hermanos mayores.

### Formación

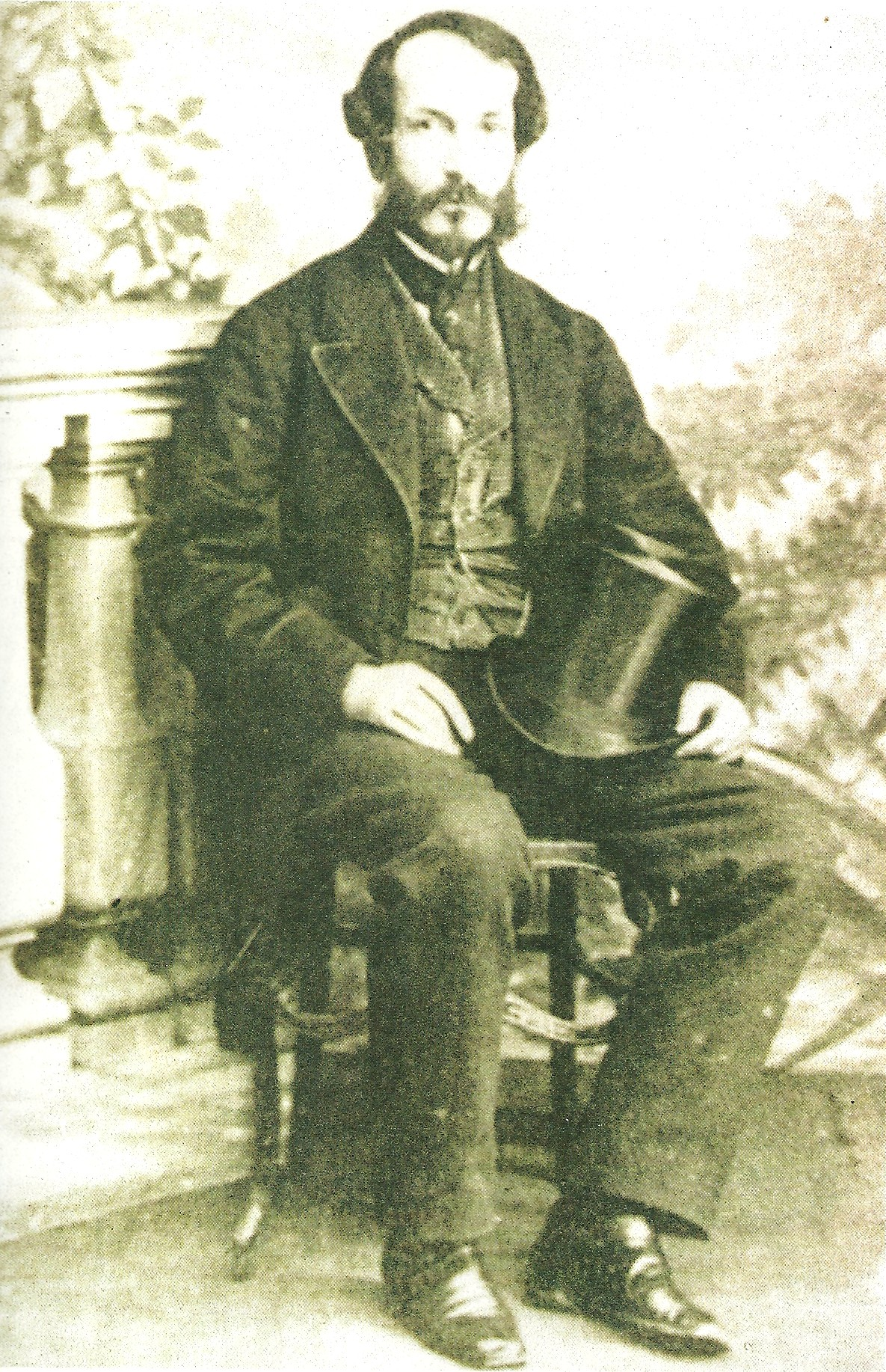
Alberdi en su juventud.

Tras la muerte de su padre se trasladó a Buenos Aires, donde estudió en el Colegio de Ciencias Morales, gracias a una beca de estudio otorgada por la provincia de Buenos Aires. Abandonó prematuramente sus estudios en 1824 debido a que no se adaptó a las exigencias de la enseñanza. En esos años desarrolló su gusto por la música. 
Se empleó como ayudante de comercio en la casa de Juan B. Maldes, que había sido colaborador de su padre, y cuyo negocio se encontraba enfrente de su colegio. Dado que veía diariamente a sus compañeros, pronto se arrepintió y retomó sus estudios, cursando en el departamento de jurisprudencia en la Universidad de Buenos Aires. Siguió sus estudios en la Universidad de Córdoba, aunque no los completó en esa época: los continuó en Montevideo en 1840 y obtuvo su título de doctor en jurisprudencia durante su estadía en Chile.
En esos años en Buenos Aires se dedicó a la música y compuso obras clásicas de piano, guitarra y flauta para sus amigos. En 1832 escribió su primer libro: El espíritu de la música.
En 1834 viajó a su provincia natal, deteniéndose para rendir exámenes en Córdoba, donde obtuvo el título de bachiller en leyes. Este no lo habilitaba para ejercer la profesión porque para ello debía cursar dos años en la Academia de Práctica Forense y rendir un examen ante la Cámara de apelaciones.
En Tucumán colaboró con el gobernador Alejandro Heredia, a quien dedicó un folleto titulado Memoria descriptiva de Tucumán. El caudillo tucumano le ofreció habilitarlo por decreto para el ejercicio profesional e incorporarlo a la legislatura para que se quedara radicado en su provincia, pero Alberdi se negó, aduciendo que aún no era abogado y que quería doctorarse en Buenos Aires.

### Participación en la Generación del 37
A fines de 1835 Alberdi regresó a Buenos Aires, donde se unió al llamado Salón Literario, fundado por Marcos Sastre y frecuentado por Juan María Gutiérrez, José Mármol y Miguel Cané (padre), entre otros jóvenes, con los que se vinculó a la Generación del 37. Estos intelectuales adhirieron a las ideas de la democracia liberal y se asumieron como continuadores de la obra de la Revolución de Mayo, propiciando una organización mixta del país como respuesta al enfrentamiento entre federales y unitarios. 
En 1837, siendo aún estudiante, publicó lo que pensaba que sería su tesis doctoral: el Fragmento Preliminar al Estudio del Derecho, en el que hizo un diagnóstico de la situación nacional y sus posibles soluciones. Esta obra estuvo influenciada por la corriente historicista que fundó Friedrich Carl von Savigny en Alemania y fue la que dio origen al historicismo jurídico argentino, doctrina que consideraba al sistema jurídico como un elemento dinámico y continuamente progresivo de la vida social.
Ese mismo año editó un periódico, La moda, del cual se publicaron en total veintitrés números. Estaba dedicado a divulgar la evolución de la moda en Europa: vestimenta femenina y masculina, música, poesía, literatura y costumbres. Alberdi escribía bajo el apodo de «Figarillo».

### Oposición a Juan Manuel de Rosas y exilio político en Uruguay y Francia

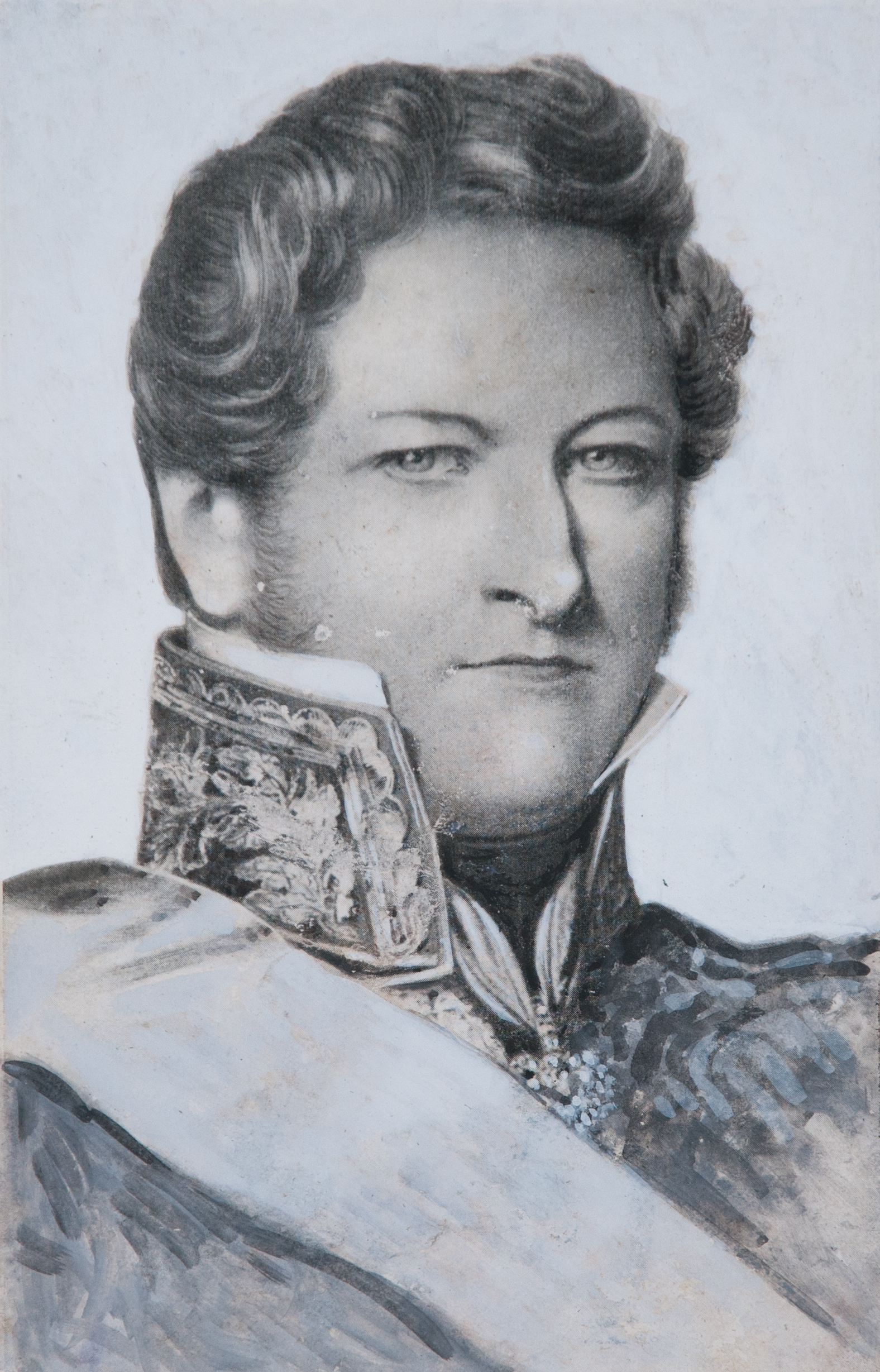
El entonces gobernador de la provincia de Buenos Aires Juan Manuel de Rosas.

Alberdi fue uno de los tantos opositores que tuvo el gobernador de la provincia de Buenos Aires Juan Manuel de Rosas. En noviembre de 1838, Alberdi se negó a prestar juramento al régimen del gobernador porteño, enfrentando al régimen rosista y a la persecución parapolicial de la Mazorca, creada por Rosas para reprimir y aterrorizar a sus adversarios. Se disolvió el Salón Literario, formándose una logia llamada «La joven Argentina», cuyos estatutos fueron confiados a Alberdi.
La persecución de parte de Rosas al Salón Literario llevó al exilio a la mayoría de sus miembros, los cuales se vieron obligados algunos a refugiarse en países limítrofes. Alberdi hizo lo mismo, exiliándose en Montevideo, Uruguay. Dejó en Buenos Aires a su amante y a su hijo recién nacido, al cual nunca reconoció: se llamaba Manuel y lo mencionó años más tarde en su testamento, llamándolo «mi pariente».
Luego de la Batalla de Caseros, en 1852, Alberdi viajó a Londres como ministro de la Confederación Argentina y conoció a Rosas en persona durante una comida en la casa de un funcionario británico. Luego de haber conversado con él le causó buena impresión, provocándole admiración al oírle en inglés «mal pero sin detenerse, con facilidad» hablar «con moderación y respeto» acerca «de todos los adversarios, incluido de Alsina», por lo que le despertó vergüenza de haberlo combatido para ver «a la Nación sin gobierno» que había obtenido Urquiza «volteándo al general Rosas». Por lo que Alberdi aconsejó a Rosas escribir una breve memoria que diera su propia versión de los hechos de su gobierno, donde debía exponer su defensa de las acusaciones de sus enemigos y separar las calumnias de los verdaderos hechos, ya que el Restaurador (como se le decía a Rosas) se encontraba a la sazón en la capital inglesa para publicar su alegato contra el juicio que le habían entablado desde su país.
Alberdi llevó a su exilio en Montevideo sus ideas de organización nacional y constitucionalismo, cargando en su equipaje los estatutos de la nueva asociación, que se editaron luego con el nombre de «Dogma Socialista».

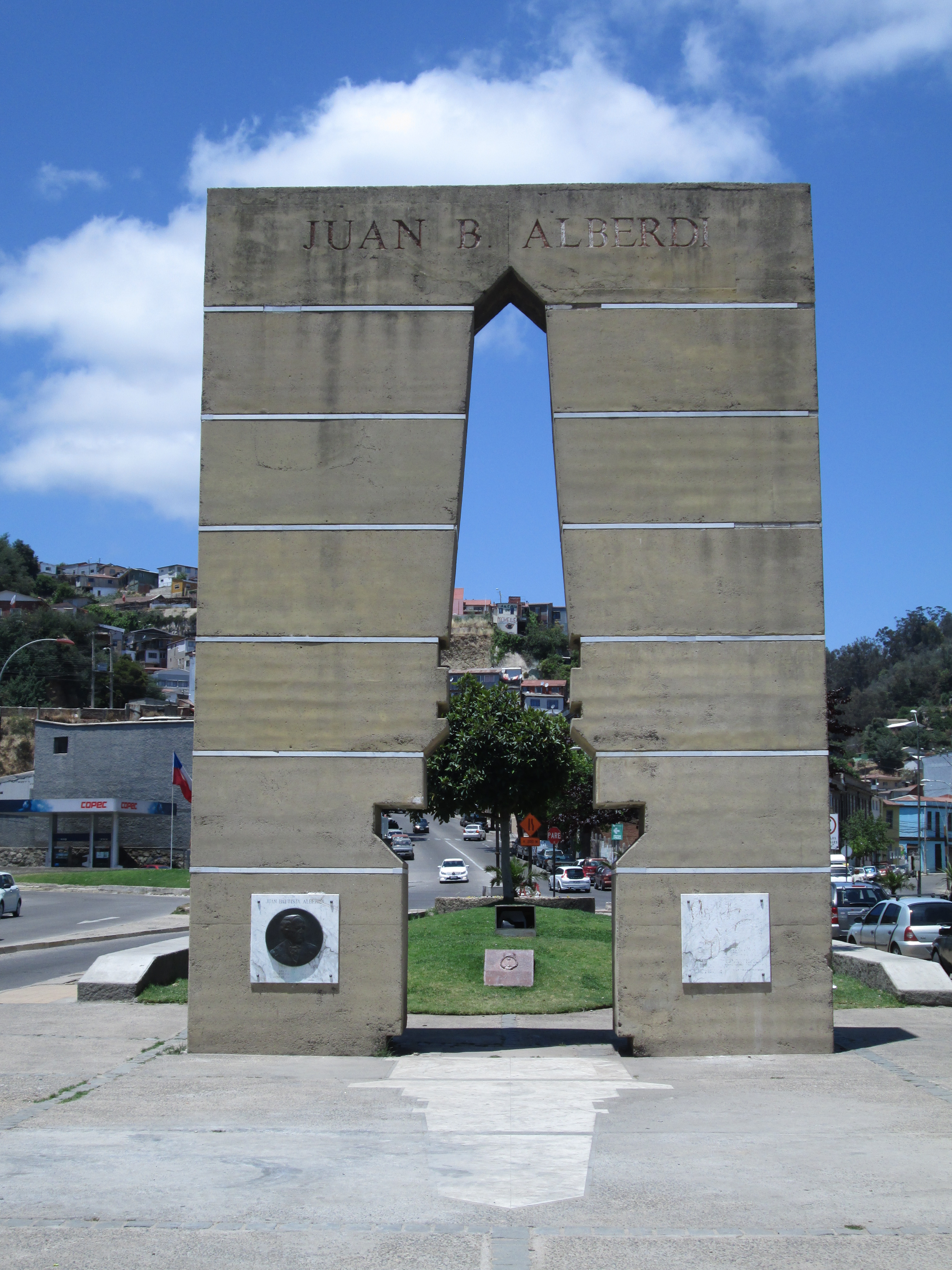
Monumento a Alberdi en Valparaíso, Chile.

En Montevideo trabajó como abogado y periodista apoyando la intervención francesa contra el gobierno de Rosas y escribiendo artículos en varios periódicos, respaldando las acciones militares de ese país contra el suyo. También fue secretario del general Juan Lavalle, de quien se alejó después debido a diferencias políticas. En este período escribió sus dos obras de teatro: La Revolución de Mayo y El gigante Amapolas, sátiras sobre el régimen rosista y caudillista. En Montevideo también contribuyó con el periódico El Iniciador, donde escribían otros exiliados argentinos, y en el periódico El Corsario, entre otros, utilizando a veces su nombre real y otras los seudónimos «Figarillo» y «Un vecino de esa ciudad».
En 1843, durante el Sitio Grande de Montevideo por el ejército comandado por Manuel Oribe pero subvencionado por Rosas, logró escapar disfrazado de marinero francés y se trasladó a Europa acompañado por su amigo Juan María Gutiérrez. 
Residió en París varios meses, donde estudió El espíritu de las leyes, de Montesquieu, obra que sirvió de modelo para la Constitución de Estados Unidos y para otras constituciones de las jóvenes naciones americanas. En París conoció también al general José de San Martín.

### Estancia en Chile
En 1843 regresó a América instalándose en la ciudad de Valparaíso, Chile, donde revalidó su título y ejerció como abogado, ganando enorme prestigio. Allí presentó su tesis doctoral, que llevó por título Sobre la conveniencia y objetos de un Congreso General Americano, donde Alberdi expuso la idea de una unión americana por medio de herramientas tales como una unión aduanera. Adquirió la finca Las Delicias y se puso en contacto con Domingo Faustino Sarmiento, cabeza de la emigración argentina en Chile. Al igual que lo hizo en Montevideo, escribió numerosos artículos costumbristas en los periódicos chilenos utilizando el seudónimo de «Figarillo».
En Chile se dedicó a estudiar la Constitución de los Estados Unidos, con la idea de copiar lo que se pudiera para la de Argentina, cuando llegara el caso de sancionarla. Quería estar preparado para cuando se volviera a discutir la constitución argentina a la cual se oponía el régimen rosista. Pero utilizó una mala traducción, de modo que interpretó erróneamente varios pasajes.

### Creación de la Constitución de 1853

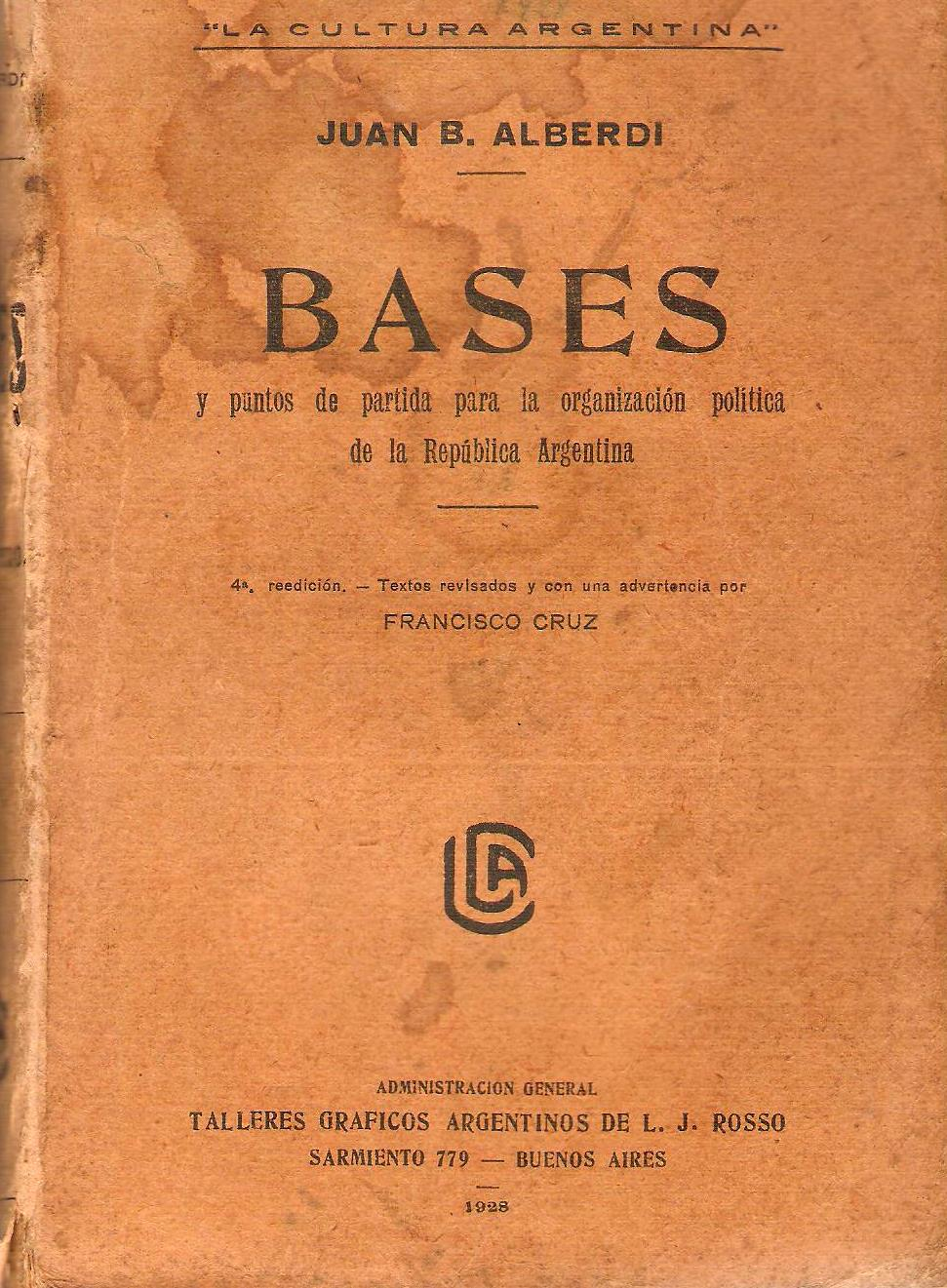
Bases y puntos de partida para la organización política de la República Argentina.

Durante su estancia en Chile se entera de la derrota de Juan Manuel de Rosas como consecuencia de la batalla de Caseros, el 3 de febrero de 1852, Alberdi de inmediato comenzó a escribir un tratado sobre la futura constitución de la Argentina.
Tras tardar apenas un par de semanas en escribirlo, Alberdi publicó en mayo de ese mismo año Bases y puntos de partida para la organización política de la República Argentina. El libro fue editado por la imprenta del periódico El Mercurio de Valparaíso y lo llevó a la fama. Meses después lo reeditaría con ampliaciones, incluyendo un proyecto de Constitución, basado en la Constitución Argentina de 1826 y en la de los Estados Unidos.
En 1853 publicó un tratado complementario llamado Elementos de derecho público provincial argentino. Las obras tenían como fundamento el liberalismo tanto político como económico.
Frente a un país casi despoblado, su principal preocupación fue su población. A tal fin favoreció la inmigración europea, especialmente de los pueblos del norte. Escribió:

Aunque pasen cien años, los rotos, los cholos o los gauchos no se convertirán en obreros ingleses... En vez de dejar esas tierras a los indios salvajes que hoy las poseen, ¿por qué no poblarlas de alemanes, ingleses y suizos?... ¿Quién conoce caballero entre nosotros que haga alarde de ser indio neto? ¿Quién casaría a su hermana o a su hija con un infanzón de la Araucanía y no mil veces con un zapatero inglés?

En las Bases escribió su lema central:

Gobernar es poblar.

Criticó al estatismo de la herencia colonial hispana, principal barrera, en su opinión, al progreso de la América independiente. 

La Constitución es, en materia económica, lo que en todos los ramos del derecho público: la expresión de una revolución de libertad, la consagración de la revolución social de América. 
Y, en efecto, la Constitución ha consagrado el principio de la libertad económica, por ser tradición política de la revolución de mayo de 1810 contra la dominación española, que hizo de esa libertad el motivo principal de guerra contra el sistema colonial o prohibitivo.

En su libro Sistema económico y rentístico de la Confederación Argentina, que también fue una obra complementaria de las Bases, expresó claramente su pensamiento como jurista y como economista:

El que no cree en la libertad como fuente de riqueza, ni merece ser libre, ni sabe ser rico. La Constitución que se han dado los pueblos argentinos es un criadero de oro y plata. Cada libertad es una boca mina, cada garantía es un venero. Estas son figuras de retórica para el vulgo, pero es geometría práctica para hombres como Adam Smith. 

Llevad con orgullo, argentinos, vuestra pobreza de un día; llevadla con esa satisfacción del minero que se para andrajoso y altivo sobre sus palacios de plata sepultados en la montaña, porque sabe que sus harapos de hoy serán reemplazados mañana por las telas de Cachemira y de Sedán. - 

La Constitución es un título de propiedad que os llama al goce de una opulencia de mañana. El que no sabe ser pobre a su tiempo, no sabe ser libre, porque no sabe ser rico.

Los constituyentes que se reunieron en Santa Fe, entre cuyos redactores se encontraba su amigo Juan María Gutiérrez, sancionaron la Constitución Argentina de 1853 en base al texto de las Bases de Alberdi. 
En esa época se cruzó con Domingo Faustino Sarmiento en una polémica ideológica —limitada dentro del liberalismo— plasmada en las Ciento y una del sanjuanino y las Cartas quillotanas del tucumano. En este debate entre los dos más importantes iuspublicistas argentinos, ambos mostraron sus dotes de estadistas, sus semejanzas y sus diferencias políticas. Ambos fueron los padres de la Constitución Argentina de 1853/60 que culminó con el poder constituyente originario de ese estado.

### Diplomacia en Europa
Tras asumir la presidencia de la Confederación en 1854, el presidente Justo José de Urquiza le ofreció a Alberdi el cargo de Ministro de Hacienda de la Argentina, pero Alberdi lo rechazó. En cambio, aceptó funciones diplomáticas en Europa a partir de 1855. Urquiza le encargó la misión de obtener en Europa el reconocimiento de la Confederación Argentina bajo la nueva Constitución y evitar el reconocimiento del Estado de Buenos Aires, escindido de la Confederación, como nación independiente, misión que Alberdi cumplió con éxito y que le valió el encono del general Bartolomé Mitre y de Domingo Faustino Sarmiento, tirria profundizada luego por la oposición frontal de Alberdi a la guerra de la Triple Alianza contra Paraguay, actitud por la que fue calificado como «traidor».
En 1862, Alberdi publicó en Francia su obra De la anarquía y sus dos causas principales, del gobierno y sus dos elementos necesarios en la República Argentina, con motivos de su reorganización por Buenos Aires, donde analizaba la problemática situación del país y sus raíces históricas.

### Diputación por la provincia de Tucumán

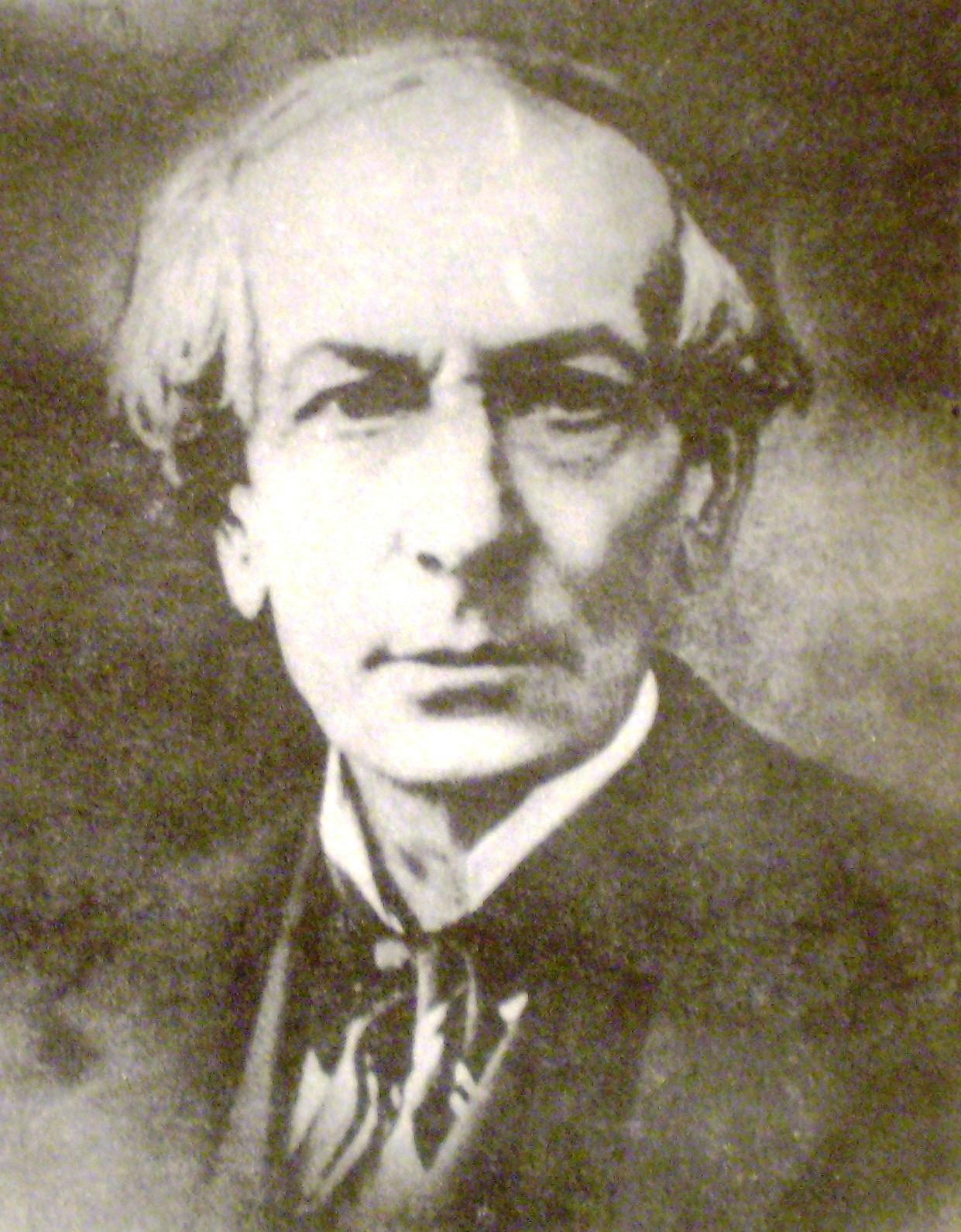
Alberdi en su vejez.

Las gestiones de Alberdi como diplomático en el exterior fueron interrumpidas a partir de la organización de la República, en 1862, al asumir la presidencia Bartolomé Mitre, triunfador sobre Urquiza en la Batalla de Pavón. Regresó a establecerse en la Argentina el 16 de septiembre de 1878 al ser elegido como diputado al Congreso Nacional por su provincia, Tucumán. A su regreso se reconcilió con Sarmiento.
En tal calidad asistió a la lucha por la sucesión presidencial desatada en 1880 cuando el gobernador de Buenos Aires, Carlos Tejedor, se sublevó contra el entonces presidente Nicolás Avellaneda. Este último trasladó la sede del gobierno al pueblo de Belgrano siendo seguido por parte del Congreso, actitud que no fue compartida por Alberdi. Al vencer Avellaneda en la contienda, Buenos Aires fue declarada Capital Federal de la República Argentina por una ley que fue refrendada por la legislatura provincial. Los diputados que no habían acompañado al presidente fueron declarados cesantes.

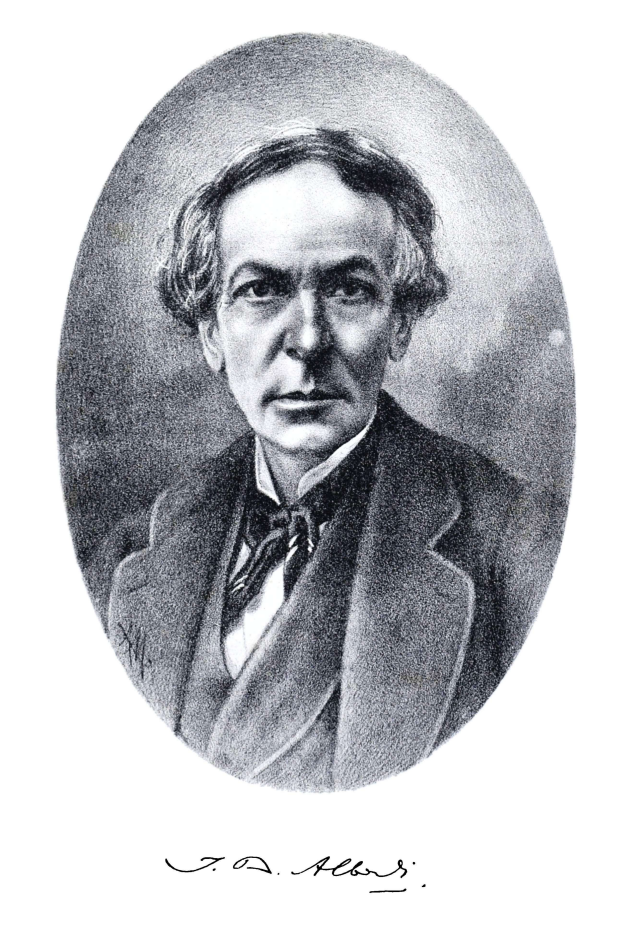
Imagen y firma de Alberdi publicada en el libro Alberdi. Su vida y sus escritos, de M. Pelliza.

Durante esta época fue designado doctor honoris causa por la Facultad de Derecho de la Universidad de Buenos Aires y en tal carácter asistió a la colación de grados celebrada el 24 de mayo de 1880, acto en el que estaba invitado a usar la palabra, pero no pudiendo hacerlo en razón de su delicada salud, entregó su discurso a uno de los graduados, Enrique García Merou, que luego sería su biógrafo. La disertación se tituló y luego editó bajo el acápite de La omnipotencia del Estado es la negación de la libertad individual, en la que resumía sus ideas sobre la doctrina del Estado omnipotente a la cual oponía la tesis cristiana que consagra el valor inviolable de la libertad y la personalidad humana, base del progreso y la civilización.
Mitre, rencoroso debido a la oposición crítica al conflicto bélico con el Paraguay de Alberdi, se empeñó en desacreditarlo por medio del diario La Nación, de su propiedad, oponiéndose a la iniciativa de imprimir sus Obras Completas por parte del Estado Nacional –mediante un proyecto de ley que el presidente Julio Argentino Roca, sucesor de Avellaneda, envió al Congreso– y a su nombramiento como embajador en Francia. Las Obras fueron editadas, pero en el Senado no se obtuvo el consenso necesario para la designación diplomática. Abrumado por esta circunstancia, Alberdi se marchó nuevamente a Francia, en donde fallecería.

### Fallecimiento

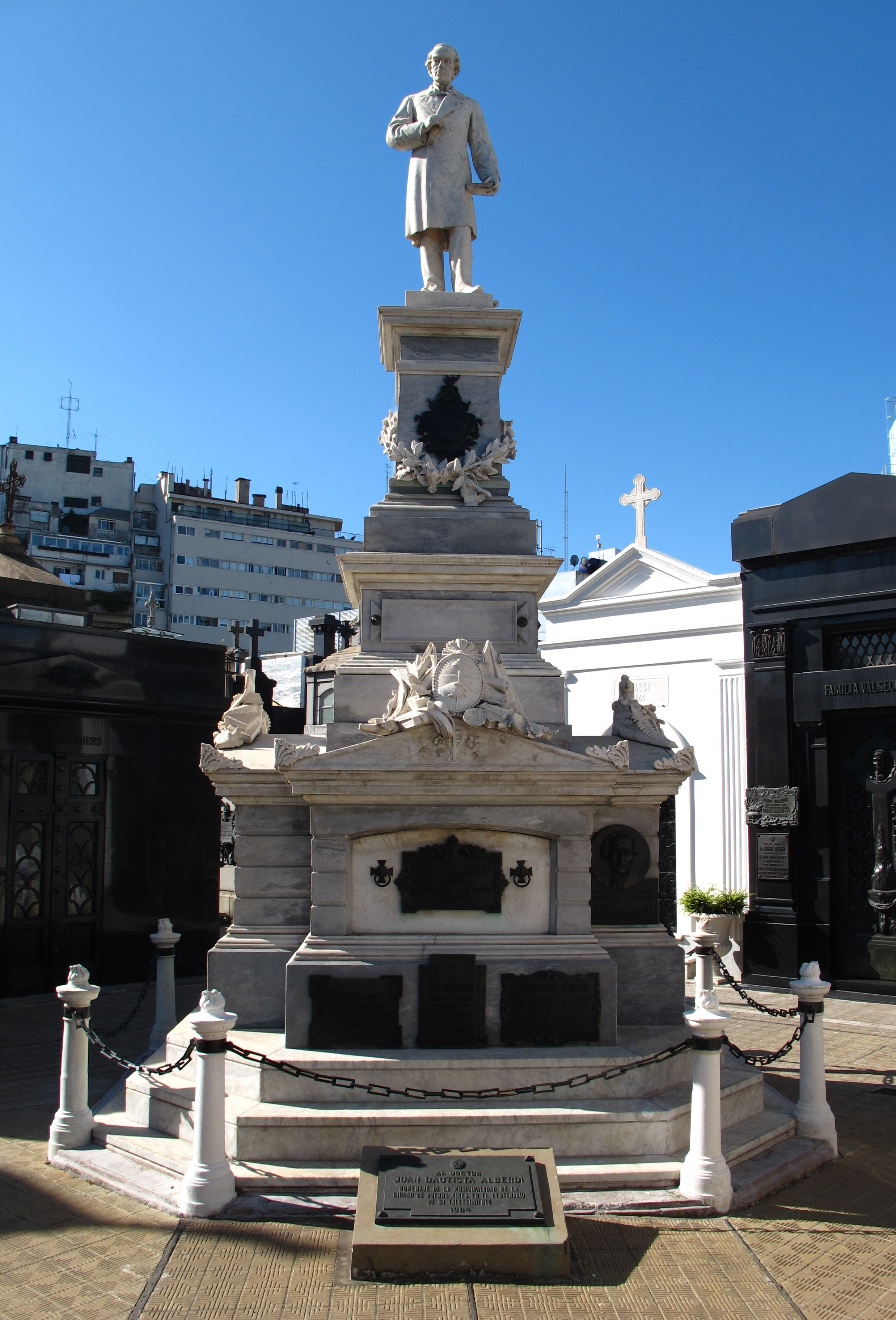
Cenotafio de Alberdi en el cementerio de la Recoleta. Sus restos permanecieron en este monumento desde 1889 hasta 1991.

Alberdi murió en Neuilly-sur-Seine, suburbio de París, el 19 de junio de 1884, a la edad de 73 años, siendo inicialmente sepultado en el cementerio de dicha localidad. El político había adquirido previamente una tumba, con busto y lápida incluidos, en el cementerio parisino de Père Lachaise, pero, por decisión de sus albaceas, sus restos nunca llegaron a ocuparla. Aunque vacía, esta tumba de París permanece en pie, lo que a veces sigue siendo causa de confusión a pesar de que no figura en las guías oficiales de la famosa necrópolis.
El 27 de abril de 1889 sus restos fueron exhumados para ser repatriados por decreto del presidente Miguel Juárez Celman. Embarcados el 28 de mayo de 1889 a bordo del vapor «Azopardo», se los trasladó en principio a la catedral de Buenos Aires, donde se le rindieron honores hasta el 5 de junio, fecha en que se ubicaron sus restos en la bóveda de la familia Ledesma en el cementerio de la Recoleta, que los albergó hasta ser depositados en el mausoleo erigido en un terreno donado por la Municipalidad de Buenos Aires.
Actualmente, Alberdi cuenta con dos cenotafios, en ninguno de los cuales está sepultado: desde 1991 sus restos reposan en un nicho en la Casa de Gobierno de Tucumán.

## Obra
Alberdi escribió principalmente sobre derecho, economía e historia. Entre sus obras más importantes merecen destacarse:
- Fragmento Preliminar al estudio del derecho (1837)
- Predicar en desiertos (1838)
- Reacción contra el españolismo (1838)
- La generación presente a la faz de la generación pasada (1838)
- La Revolución de Mayo (1839)
- El gigante Amapolas y sus formidables enemigos, o sea fastos dramáticos de una guerra memorable (1842)
- Ideas para presidir a la confección del curso de filosofía contemporánea (1842)
- Memoria sobre la conveniencia y objetos de un Congreso General Americano (1844)
- Acción de la Europa en América (1845)
- Bases y puntos de partida para la organización política de la República Argentina (1852)
- Cartas sobre la prensa y la política militante de la República Argentina (1853) Archivado el 24 de junio de 2021 en Wayback Machine. más conocidas como Cartas quillotanas, en las que polemiza con Sarmiento.
- Elementos de derecho público provincial argentino (1853)
- Sistema económico y rentístico de la Confederación Argentina (1854)
- De la anarquía y sus dos causas principales, del gobierno y sus dos elementos necesarios en la República Argentina, con motivos de su reorganización por Buenos Aires (1862)
- La Monarquía como mejor forma del gobierno en Sud América (1863-1867), de publicación póstuma en 1896.
- El crimen de la guerra (1870)
- Peregrinación de Luz de Día en América (1871)
- La vida y los trabajos individuales de William Wheelwright en la América del Sud (1876)
- Grandes y pequeños hombres del Plata (1879)
- La República Argentina consolidada en 1880 (1881)
- Obras completas (1886 - 1887), 8 tomos
- Obras selectas (1920)

### Escritos póstumos
En 1895, once años después de la muerte de Juan Bautista Alberdi, su hijo Manuel comenzó la publicación de los Escritos póstumos, luego continuada por Francisco Cruz, quien en 1901 publicó el tomo XVI con el cual se cierra ese emprendimiento. A diferencia de las Obras completas, los volúmenes de los Escritos póstumos llevaron títulos. Desde su edición, estos textos se convirtieron en un material bibliográfico imprescindible para el estudio del itinerario político-intelectual del autor.
- I. Estudios económicos (1895)
- II. El crimen de la guerra (1895)
- III. Política exterior de la República Argentina (1896)
- IV. Del gobierno en Sudamérica según las miras de su revolución fundamental (1896)
- V. Belgrano y sus historiadores. Facundo y su biógrafo (1897)
- VI. Ensayos sobre la sociedad, los hombres y las cosas de Sudamérica (1898)
- VII. América (1899)
- VIII. América (1899)
- IX. Ensayos sobre la sociedad, los hombres y las cosas de Sudamérica (1899)
- X. Ensayos sobre la sociedad, los hombres y las cosas de Sudamérica (1899)
- XI. Ensayos sobre la sociedad, los hombres y las cosas de Sudamérica (1900)
- XII. Ensayos sobre la sociedad, los hombres y las cosas de Sudamérica (1900)
- XIII. Miscelánea. Propaganda revolucionaria (1900)
- XIV. Correspondencia diplomática (1900)
- XV. Memorias y documentos (1900)
- XVI. Memorias y documentos (1901)

## Homenajes póstumos

### Día del Abogado

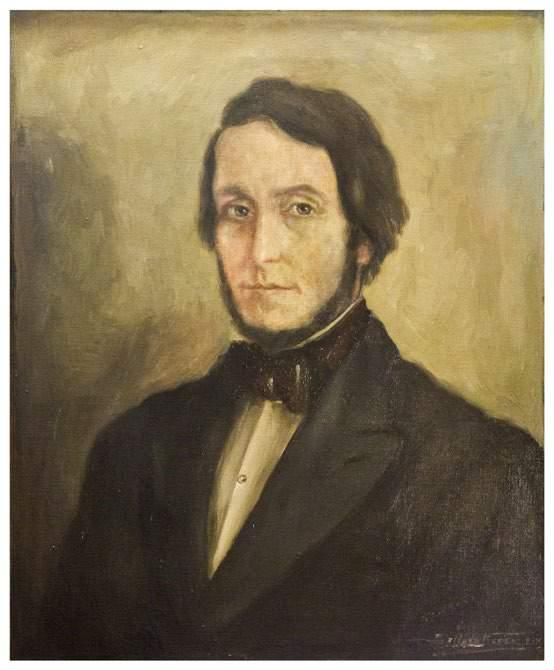
Óleo de Alberdi parte de la colección del Congreso de la Nación Argentina (1938).

En 1958, bajo la presidencia de Arturo Frondizi, la Federación Argentina de Colegios de Abogados (FACA) definió el 29 de agosto como el Día del Abogado en la Argentina, en homenaje al nacimiento de Alberdi.

### Colocación de su imagen en el papel moneda
Otro reconocimiento a Alberdi por parte del Estado fue la colocación de su imagen en billetes, postales y estampillas. Su retrato en sus años de vejez fue el elegido para casi la totalidad de ellos.
El billete de 5000 pesos argentinos (ARP, período 1983-1985) llevó su imagen en el anverso y los constituyentes de 1853 en el reverso. Fue junto a José de San Martín y Manuel Belgrano los únicos en aparecer en los billetes de dicha moneda.
Años después, entre 2001 y 2002, apareció en los billetes de la cuasimoneda Lecop (bono de emergencia emitido por el BCRA). 
Por último, en el año 2024, empezó a circular el billete de mayor denominación del país, el de 20 000 pesos (ARS, 1992-), con su imagen en el anverso y su casa natal en el reverso. 
En todas, se usó exactamente la misma efigie de Alberdi en sus años de vejez.

### «Himno de Alberdi»
Con la letra de Manuel Lizondo Borda y la música de Enrique Mario Casella Alberdi se registró oficialmente como una canción el 14 de julio de 1934 y fue en el año 1985 en donde se nombraría como el Himno oficial a Alberdi, por medio de una resolución del Ministerio de Educación y Justicia presidido por Carlos Alconada Aramburú, el cual esclarecía mediante 2 artículos su fomentación y oficialización con su incorporación al Repertorio Escolar en las escuelas primarias y secundarias. Luego de transcurridos los 70 años exigidos por la ley argentina desde el 14 de julio de 2006, el Himno a Alberdi, su música y su letra, pasaron a dominio público.

### Ciudad de Alberdi (Paraguay)
Alberdi es una localidad paraguaya ubicada en el departamento de Ñeembucú, a 144 km de Asunción, a orillas del río Paraguay, frente a la ciudad argentina de Formosa. Su nombre rinde homenaje al escritor argentino Juan Bautista Alberdi, por pronunciarse a favor del Paraguay durante la Guerra contra la Triple Alianza.
Además, en el año 2010, la República del Paraguay le concedió en carácter póstumo la nacionalidad paraguaya honoraria.